# Municipio de Union (condado de Erie)
El municipio de Union (en inglés, Union Township) es un municipio del condado de Erie, Pensilvania, Estados Unidos. Tiene una población estimada, a mediados de 2022, de 1543 habitantes.
Abarca una zona exclusivamente rural.

## Geografía
Está ubicado en las coordenadas 41°53′54″N 79°49′18″O / 41.89833, -79.82167 (41.898278, -79.821798).

## Demografía
Según el censo de 2000, en ese momento los ingresos medios de los hogares eran de $40,852 y los ingresos medios de las familias eran de $43,563. Los hombres tenían ingresos medios por $31,346 frente a los $22,500 que percibían las mujeres. Los ingresos per cápita eran de $18,488. Alrededor del 8.1% de la población estaba por debajo de la línea de pobreza.
De acuerdo con la estimación 2017-2021 de la Oficina del Censo, los ingresos medios de los hogares son de $74,375 y los ingresos medios de las familias son de $81,205. Alrededor del 5.9% de la población está por debajo de la línea de pobreza.